# Monte Kling
El monte Kling (en inglés: Mount Kling) es una elevación de 1845 m s. n. m. de altura, ubicado entre el pico Nordenskjöld y el monte Brooker en la cordillera de San Telmo en Georgia del Sur, en el océano Atlántico Sur, cuya soberanía está en disputa entre el Reino Unido el cual las administra como «Territorio Británico de Ultramar de las islas Georgias del Sur y Sandwich del Sur», y la República Argentina que las integra al Departamento Islas del Atlántico Sur, dentro de la Provincia de Tierra del Fuego, Antártida e Islas del Atlántico Sur. Fue examinado por la South Georgia Survey en el período 1951-1957, y nombrado por el Comité Antártico de Lugares Geográficos del Reino Unido (UK-APC) por Alfred Kling, navegante del Deutschland durante la expedición antártica alemana, de 1911 y 1912, bajo Wilhelm Filchner.